# Jacupiranga
Jacupiranga là một đô thị ở bang São Paulo của Brasil. Đô thị này nằm ở vĩ độ 24º41'33" độ vĩ nam và kinh độ 48º00'08" độ vĩ tây, estando a uma altitude média de 33 m. Dân số năm 2004 ước tính là 18.380 người. Đô thị này có diện tích 708,4 km².

## Thông tin nhân khẩu
Dữ liệu dân số theo điều tra dân số năm 2000
Tổng dân số: 17.041
- Dân số thành thị: 10.043
- Dân số nông thôn: 6.998
  - Nam giới: 8.709
  - Nữ giới: 8.332

Mật độ dân số (người/km²): 24,06
Tỷ lệ tử vong trẻ sơ sinh dưới 1 tuổi (trên một triệu người): 19,12
Tuổi thọ bình quân (tuổi): 69,57
Tỷ lệ sinh (số trẻ trên mỗi bà mẹ): 3,06
Tỷ lệ biết đọc biết viết: 87,35%
Chỉ số phát triển con người (HDI-M): 0,760
- Chỉ số phát triển con người - Thu nhập: 0,706
- Chỉ số phát triển con người - Tuổi thọ: 0,743
- Chỉ số phát triển con người - Giáo dục: 0,830

(Nguồn: IPEADATA)

### Sông ngòi
- Sông Jacupiranga
- Sông Jacupiranguinha
- Sông Pariquera-Açu
- Sông Guaraú

### Các xa lộ
- SP-193
- SP-230
- BR-116 Rodovia Régis Bittencourt